# Spineto Scrivia
Spineto Scrivia (piemontiul: Spinegh vagy Spinèj) település Olaszországban, Piemont régióban, Alessandria megyében. Lakosainak száma 380 fő (2023. január 1.). Spineto Scrivia Carbonara Scrivia, Paderna, Tortona és Villaromagnano községekkel határos.

## Népesség
A település lakossága az elmúlt években az alábbi módon változott:
| Lakosok száma | 325  | 351  | 380  |
|               | 2017 | 2018 | 2023 |